# Ya'bad
Ya'bad (en árabe: يعبد‎: يعبد; hebreo: יעבד: יעבד), también conocida como Yabad, es una ciudad palestina al norte de Cisjordania, a unos 20 kilómetros al oeste de Yenín, en la Gobernación de Yenín. Es una importante ciudad agrícola con la mayoría de sus tierras cubiertas por olivares y campos de cereales. Según la Oficina Central de Estadísticas de Palestina, la ciudad tenía una población aproximada de 17.945 habitantes a mediados de 2023. El asentamiento israelí de Mevo Dotan, ilegal según el derecho internacional, se ha construido en terrenos pertenecientes a Ya'bad.

## Demografía
Los datos aportados por el censo de 2007 de la Oficia Central de Estadísticas de Palestina sobre la ciudad de Ya'bad fijaron su población en 13.640 habitantes, de los cuales 6.779 eran mujeres y 6.861 eran hombres. Había 2.486 familias censadas con una media de 5,5 miembros por familia.

## Historia
En 1517, los otomanos incorporaron el pueblo de Ya'bad a su imperio junto con el resto de Palestina y, en 1596, aparecía en los registros de impuestos otomanos como una nahiya (subdistrito) de Jabal Sami, en el liwa (distrito) de Nablus. Tenía una población de 62 familias musulmanas y pagaba impuestos sobre trigo, cebada, cultivos de verano, ingresos ocasionales, cabras, colmenas, y una prensa para olivas o uvas. 
Un waqf estuvo dedicado a Halil ar-Rahman. En los siglos XVII y XVIII, Ya'bad se hizo famosa por producir el mejor queso de Samaria y estuvo gobernada por el clan Qadri, aliado con el poderoso clan Abd al-Hadi.
En 1870, el explorador francés Victor Guérin comentó que Ya'bad se encontraba "en una colina", mientras que en 1882, la Fundación para la Exploración de Palestina describió Yatta en su Estudio sobre Palestina Occidental como "un pueblo de piedra de buen tamaño, con algunas familias cristianas y dos facciones de musulmanes, llamadas respectivamente los 'Abd el Hady y los Beni Tokan, que viven en barrios separados. El pueblo se ubica en una cresta, con un pozo hacia el sur y un pequeño barrio aislado al este en el que hay un pequeño Mukam."

### Mandato británico de Palestina
En el censo de Palestina de 1922, llevado a cabo por las autoridades del mandato Británico, Ya'bad tenía una población de 1.733 habitantes, todos ellos musulmanes. Su población había crecido en el censo de 1931, año en el que Ya'bad tuvo una población de 2.383 personas que vivían en 418 hogares, todos ellos musulmanes.
En 1935, el importante jefe de la resistencia árabe Izzedin al-Qassam y unos cuantos de sus hombres fueron asesinados en una cueva cercana a Ya'bad por fuerzas británicas.
En 1945, la población de Ya'bad (incluyendo Khirbat el Khuljan, Khirbat et Tarim, Khirbat Tura ash Sharqiya, Nazlat Sheik Zeid y Khirbat Umm Rihan)  era de 3.480 personas, todas ellas musulmanas, con 37.805 dunams (3,78 hectáreas) de tierra, según un estudio oficial de tierra y población. De estos, 6.035 dunams estaban destinados a plantaciones y tierra cultivable, 9.955 para cereales y 92 dunams eran considerados terrenos urbanos.

### Ocupación Jordana
La resolución 181 de la Asamblea General de las Naciones Unidas, también conocida como el Plan de Partición de Palestina, dividió el Mandato Británico de Palestina en dos estados, uno judío y otro árabe, quedando Ya'bad emplazada en este último. Poco después estalló la guerra árabe-israelí de 1948, a cuya conclusión quedó la ciudad, junto con toda Cisjordania, bajo un régimen de ocupación jordana. 

### Ocupación Israelí
Tras la guerra de los Seis Días de 1967, Israel ocupó militarmente toda Cisjordania, incluida Ya'bad, situación que permanece en la actualidad. Numerosas resoluciones de las Naciones Unidas, como la resolución 242, han instado a Israel a retirarse a las fronteras anteriores a 1967 reafirmando "la inadmisibilidad de la adquisición de territorio por la fuerza", como aparece en la resolución 2334.

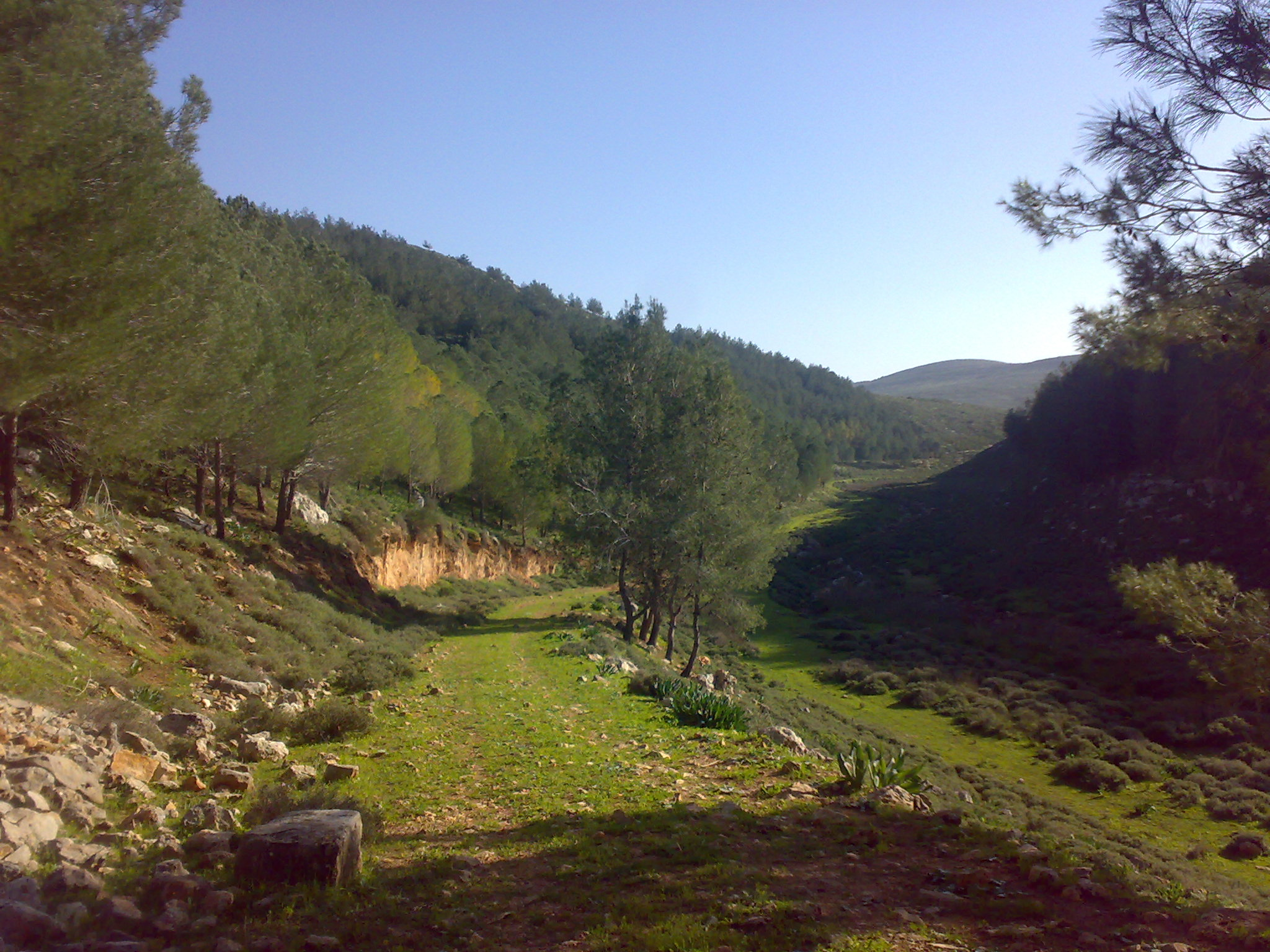
Bosque cercano a Ya'bad

Cerca de Ya'bad hay una importante fábrica de carbón vegetal y la mayoría de sus trabajadores son de la ciudad. Se estima que un 25% de los niños de la ciudad y hasta un 70% de los trabajadores del carbón sufren afecciones respiratorias, incluido el cáncer, una cifra claramente superior a la de las poblaciones de los alrededores.
Desde el establecimiento de las "zonas estancas" y la construcción del Muro de Separación Israelí en Cisjordania, Ya'bad y otras ciudades cercanas han experimentado un aumento del desempleo que alcanzó el 88% en 2006. Los ingresos medios anuales han caído "dramáticamente", según el Banco Mundial, hasta un tercio de lo que eran antes de la construcción del muro.

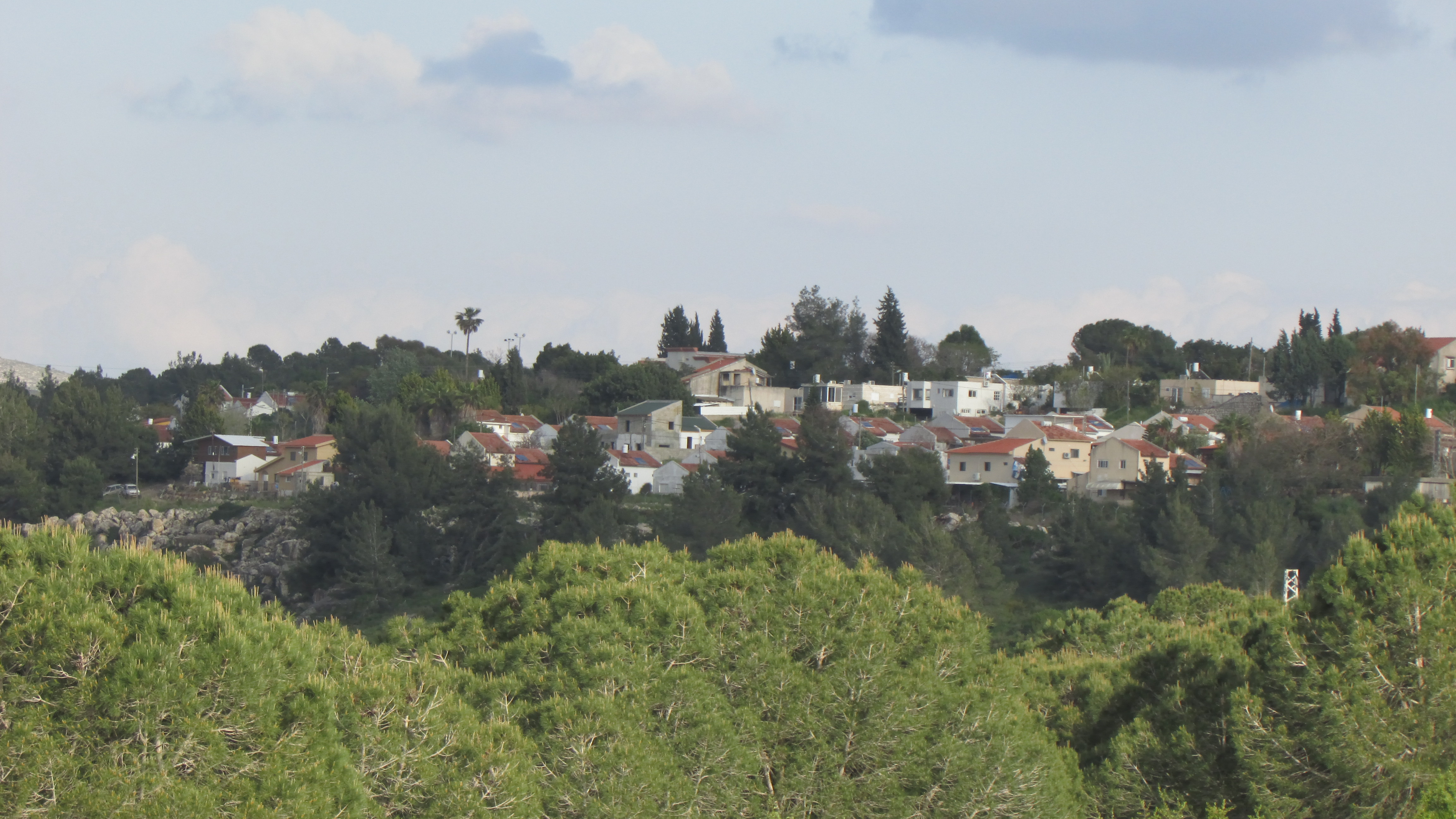
Asentamiento israelí de Mevo Dotan, construido sobre el terreno municipal de Ya'bad.

El 24 de julio de 1989, tropas israelíes mataron a Hamad Yousef Arda, de 22 años, durante una manifestación en la que se arrojaron piedras. El 29 de octubre del año 2000, en el curso de una manifesgtación en Ya'bad, el ejército israelí mató a los hermanos Hilal y Bilal Nimer Abu Saleh, de 17 y 20 años. Ninguno de ellos suponía un riesgo para los soldados ni participó en enfrentamientos. Un niño de 3 años llamado Abdallah Atatrah murió el 23 de agosto de 2001 en el puesto de control de Ya'bad cuando los soldados israelíes encargados del puesto le impidieron el acceso al hospital de la ciudad. Taher Zeid, un joven de 16 o 17 años, resultó herido en la cabeza por disparos de soldados israelíes en una operación en Ya'bad el 7 de noviembre de 2001, muriendo el 18 del mismo mes a consecuencia de las heridas. El 23 de abril de 2002 moría por fuego israelí en el abdomen Majdi Maji Khaliliye, de 14 años, cuando se encontraba en casa de su primo durante una manifestación. Fuad Mahmoud Nayif Turkman, de 17 años, huía de los soldados israelíes cerca de la escuela Izaldeen al-Qassam de Ya'bad cuando fue atropellado por un vehículo militar israelí, muriendo a consecuencia de las heridas el 23 de septiembre de 2009.

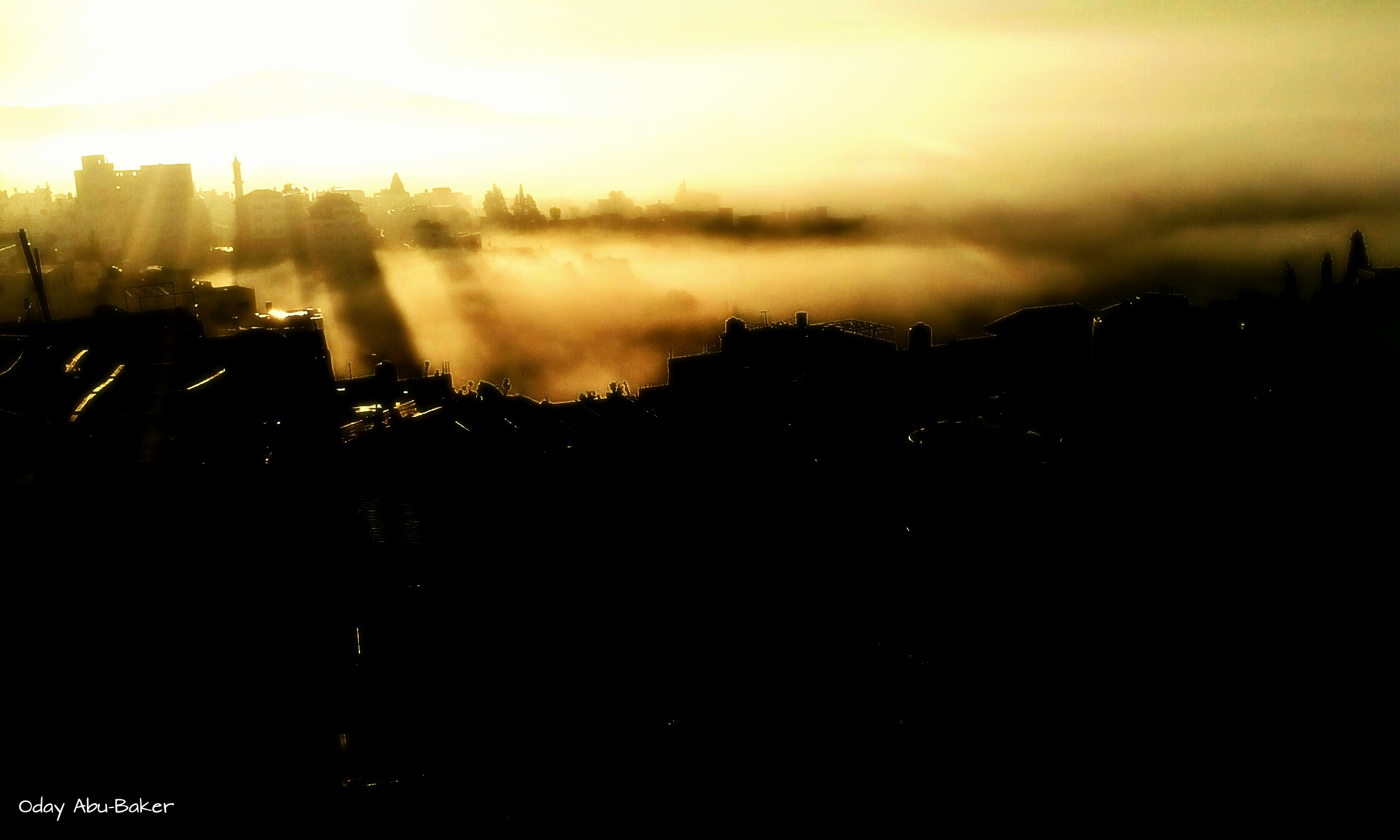
Mañana de niebla en Ya'bad.

Un joven de 27 años llamado Yusef Mahdi Mahmoud a-Nawasrah murió en Ya'bad el 14 de mayo de 2021 como resultado de un disparo efectuado por soldados israelíes apostados a entre 100 y 200 metros de distancia.Ese mismo año, el 21 de diciembre, soldados israelíes mataron a Hikmat 'Abd al-'Aziz Muhammad 'Abd al-'Aziz, de 25 años, después de que su coche se estrellase con un vehículo militar y ambos se incendiasen.
Otros dos habitantes de la localidad murieron el 1 de junio de 2022 durante una incursión israelí. Samih Jamal Muhammad 'Amarneh, de 37 años, murió de un disparo en el cuello, mientras que Bilal Rafiq Tawfiq Qabha, de 26 años, recibió impactos de bala en las piernas, el pecho y la cabeza. Ambos participaban en una protesta contra la demolición de una vivienda por parte de las tropas israelíes. El 30 de noviembre de ese mismo año, un soldado israelí asesinó a Muhammad Tawfiq Shaker Badarnah, de 27 años, cuando este contemplaba de pie, a unos 100 metros de distancia, el desarrollo de una incursión del ejército en la ciudad.